# Сан-Хуан (национальный лес)
Сан-Хуа́н (англ. San Juan National Forest) — национальный лес на западе штата Колорадо, США. Площадь леса составляет 1 878 846 акров (7603,42 км²). На севере граничит с Национальным лесом Анкомпагре, на востоке — с Национальным лесом Рио-Гранде.
Территория национального леса занимает части округов Арчелита, Конехос, Долорес, Хинсдейл, Ла-Плата, Минерал, Монтезума, Рио-Гранде, Сан-Мигель и Сан-Хуан. Это — самый обширный национальный лес Колорадо.

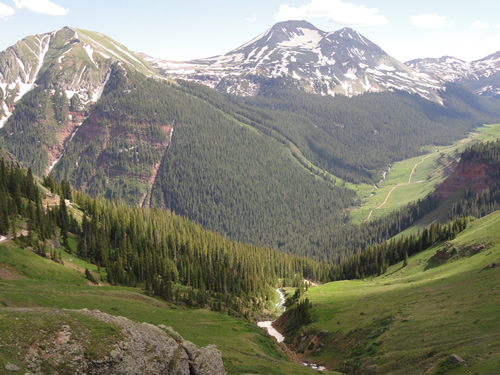

На территории национального леса расположена южная часть горного хребта Сан-Хуан. Горы здесь ниже по высоте, чем в Анкомпагре, однако труднодоступнее. Основную часть составляют гранит и сланцевые породы.
Национальный лес был основан 3 июня 1905 года по решению президента Теодора Рузвельта.
Восточнее национального леса находится американский континентальный водораздел, за которым начинается Национальный лес Рио-Гранде.
Штаб-квартира администрации национального леса располагается в городе Дуранго. Отделения лесничества имеются в городах Бэйфилд, Долорес и Пагоса-Спрингс.
Доисторические поселенцы впервые появились здесь около 8000 лет назад. Большинство артефактов, найденных в лесу, однако, относится к периоду 2000—700 лет назад. Археологический памятник Чимни-Рок в 2012 году по решению президента Барака Обамы был внесён в список национальных монументов.

## Территории дикой природы
Несколько частей национального леса имеют статус МСОП Ib — «Территория дикой природы». Это — самые строго охраняемые природные участки в США, доступ к ним открыт только пешим ходом или на лошади.
- Веминуче (Weminuche, с 1975 года, 1975,72 км², частично на территории национального леса Рио-Гранде)
- Лизард-Хед (Lizard Head, с 1980 года, 167,17 км², частично на территории национального леса Анкомпагре)
- Саут-Сан-Хуан (South San Juan, с 1980 года, 642,6 км²)